# Гулиев, Зафар Сафар оглы
Зафа́р Сафа́рович Гули́ев (азерб. Zəfər Səfər oğlu Quliyev; род. 17 июня 1972, Ленкорань) — советский и российский спортсмен, борец классического (греко-римского) стиля, заслуженный мастер спорта России, чемпион СНГ(1992), трёхкратный чемпион России(1992, 1993, 1998), трёхкратный чемпион Европы(1993, 1994, 1996), Бронзовый призёр XXVI летних Олимпийских игр 1996 года в Атланте(США), серебряный, бронзовый призёр чемпионатов Европы (1995, 1992) и серебряный, бронзовый призёр чемпионатов Мира(1993, 1995) ,Победитель турнира «Матч Века» по греко-римской борьбе между сборными Мира и сборной России, проходивший в московском спорткомплексе «Дружба» (1994), Кавалер медали ордена «За заслуги перед Отечеством» II степени (1997), Награждён знаком отличия «За заслуги перед Ульяновской областью» (2020). Также Зафар Гулиев является САМЫМ ПЕРВЫМ ЧЕМПИОНОМ РОССИИ (со дня основания 25 декабря 1991 г.) по греко-римской борьбе (Краснодар, 1992 г).

## Биография
Зафар Гулиев родился 17 июня 1972 года в селе Лювасар Ленкоранского района Азербайджанской ССР в многодетной рабочей семье (у Зафара 6 братьев и 3 сестры, сам Зафар родился пятым).
В 1985 году поступил учиться в спортивный интернат в Баку. В 1989 году окончил интернат с образованием 10 классов и выполнил норматив мастера спорта СССР. В том же году поступил в Бакинское училище олимпийского резерва, которое окончил в 1991 году, получив средне-специальное образование. В 1991 году стал победителем первенства СССР среди юниоров и выполнил норматив мастера спорта международного класса. В этом же году переехал жить в Ульяновск, где начал тренироваться под руководством заслуженного тренера СССР Анатолия Ивановича Винника в спортивном обществе «Динамо». В 1992 году стал чемпионом России и СНГ, а на чемпионате Европы завоевал бронзовую награду. В 1996 году Зафар Гулиев поступил в Ульяновский государственный педагогический университет и в 2001 году окончил его, получив высшее образование по специальности учитель физического воспитания. В 1994 году ему было присвоено спортивное звание Заслуженный мастер спорта России, а в 1997 году он был награждён правительственной наградой — медалью ордена «За заслуги перед Отечеством» II степени.
Награждён знаком Отличник физической культуры и спорта. Женат, воспитывает трёх сыновей, и дочку.

## Спортивная карьера

### 1992
Год начался с победы в Ростове-на-Дону в чемпионате Стран Содружества.

#### Чемпионат Европы в Копенгагене
В первом же туре Зафар Гулиев вышел на схватку с трёхкратным чемпионом Европы норвежцем В. Ронингеном (которого до этого легко победил на международном турнире в Германии). Поединок проходил с переменным успехом. З. Гулиев проигрывал норвежцу—0:3, затем быстро отыгрался, но перехватить инициативу не мог и проиграл схватку—4:6. В итоге лишь «бронза».

### 1993

#### Чемпионат Европы
В 1993 году чемпионаты Европы по греко-римской и вольной борьбе прошли в Стамбуле (Турция)

### Матч века
В Кубковой встрече «Матч Века» по греко-римской борьбе между сборными Мира и сборной России, проходивший 16 декабря 1994 года в московском спорткомплексе «Дружба» Зафар Гулиев одержал яркую победу над двукратным чемпионом Мира, победителем и призёром Кубков Мира, бронзовым призёром Летних Олимпийских Игр 1992 года в Барселоне Уилбер Санчесом, тем самым взяв реванш у кубинского борца за недавний чемпионат Мира в Тампере.
Сборная России победила на турнире «Матч Века» с общим счётом 9:1.

### 1996

#### Летние Олимпийские игры в Атланте

##### Допинговый скандал
28 июля 1996 года представители МОК сообщили, что тесты бронзового медалиста в категории до 48 кг российского борца Зафара Гулиева, а также российского пловца Андрея Корнеева, выигравшего бронзу в плавании на 200 м баттерфляем и велосипедистки Риты Размайте (Литва) дали положительный результат на наличие в организме запрещенного препарата бромантана. Все спортсмены были дисквалифицированы, а у Зафара Гулиева и Андрея Корнеева отобрали бронзовые медали (директор службы информации МОК Мишель Вердье официально объявила о решении Международного олимпийского комитета дисквалифицировать обоих российских медалистов и передать завоеванные ими бронзовые награды спортсменам, занявшим четвёртые места). Российская делегация подала протест в Международный спортивный арбитражный суд в Лозанне, утверждая, что медицинская комиссия МОК запретила бромантан уже во время Игр и в чёрный список внести не успела. Суд признал правоту россиян, и все результаты спортсменов были восстановлены.

### 1997

#### 35-й международный турнир серии "Гран-при Ивана Поддубного
С 1997 года количество весовых категорий у борцов как греко-римского, так и вольного стиля сократилось с десяти до восьми, Зафар Гулиев не приехал в Пермь (в этом городе проводился турнир), так как не успел набрать вес.

## Спортивные достижения
- Чемпионат Европы по борьбе среди молодёжи 1992 года — ;
- Чемпионат СССР по классической борьбе 1989 года среди юношей — ;
- Чемпионат СССР по классической борьбе 1990 года среди юношей — ;
- Чемпионат СССР по классической борьбе 1990 года среди юниоров — ;
- Чемпионат СССР по классической борьбе 1991 года среди юниоров — ;
- Чемпионат СССР по классической борьбе 1991 года среди молодёжи — ;
- Чемпионат России по греко-римской борьбе 1992 года — ;
- Гран-при Германии 1992 года —
- Чемпионат России по греко-римской борьбе 1993 года — ;
- Гран-при Германии 1993 года —
- Гран-при Ивана Поддубного 1994 года —
- Чемпионат России по греко-римской борьбе 1994 года — ;
- «Матч Века» - Кубковая встреча сборной России и сборной Мира 1994 года — ;
- Гран-при Ивана Поддубного 1995 года —
- Чемпионат России по греко-римской борьбе 1998 года —

### Награды и звания СССР
- Мастер спорта СССР (1989г)

### Награды и звания в России
- Мастер спорта России международного класса (1992)
- Заслуженный мастер спорта России (1994)
- Медаль ордена «За заслуги перед Отечеством» II степени (1997)
- медаль "80 ЛЕТ ГОСКОМСПОРТУ РОССИИ" (2003г)
- знак Отличник физической культуры и спорта (2005г)
- знаком отличия «За заслуги перед Ульяновской областью» (2020)

## Отзывы
А. И. Винник как о своём новом ученике: «Зафар-очень талантливый борец, трудолюбивый к тому же. Я верю в его хорошее будущее. Ему по силам стать чемпионом и Европы, и мира, и даже пробиться на Олимпиаду в Барселону. Будем работать в этом направлении»